# Liste des communes de l'Ariège
Pour les autres listes de communes françaises, voir Listes des communes de France.
| - L'Ariège en France métropolitaine. - Carte des communes de l'Ariège. |

Cette page liste les 325 communes du département français de l'Ariège au 1er janvier 2025.

## Historique
- Le 1er janvier 2017, la commune de Bordes-Uchentein est née de la fusion des Bordes-sur-Lez avec Uchentein.
- Le 1er janvier 2019, la commune d'Aulos-Sinsat est née de la fusion d'Aulos avec Sinsat tout comme la commune de Val-de-Sos est née de la fusion de Goulier avec Sem, Suc-et-Sentenac et Vicdessos.
- Le 1er janvier 2023, la commune de Bézac est née de la fusion de Bézac avec Saint-Amans.
- Le 1er janvier 2025, la commune de Caychax-et-Senconac est née de la fusion de Caychax avec Senconac[1].

## Liste des communes
Le tableau suivant donne la liste des communes au 1er janvier 2025, en précisant leur code Insee, leur code postal principal, leur arrondissement, leur canton, leur intercommunalité, leur superficie, leur population et leur densité, d'après les chiffres de l'Insee issus du recensement 2022,.
| Nom                         | Code Insee | Code postal | Arrondissement | Canton              | Intercommunalité                | Superficie (km2) | Population (dernière pop. légale) | Densité (hab./km2) | Modifier                                    |
| --------------------------- | ---------- | ----------- | -------------- | ------------------- | ------------------------------- | ---------------- | --------------------------------- | ------------------ | ------------------------------------------- |
| Foix (préfecture)           | 09122      | 09000       | Foix           | Foix                | CA L'Agglo Foix-Varilhes        | 19,32            | 9 731 (2022)                      | 504                | modifier les données · modifier les données |
| Aigues-Juntes               | 09001      | 09240       | Saint-Girons   | Couserans Est       | CC Couserans-Pyrénées           | 7,77             | 59 (2022)                         | 7,6                | modifier les données · modifier les données |
| Aigues-Vives                | 09002      | 09600       | Pamiers        | Mirepoix            | CC du Pays de Mirepoix          | 5,16             | 631 (2022)                        | 122                | modifier les données · modifier les données |
| L'Aiguillon                 | 09003      | 09300       | Pamiers        | Pays d'Olmes        | CC du Pays d'Olmes              | 6,37             | 375 (2022)                        | 59                 | modifier les données · modifier les données |
| Albiès                      | 09004      | 09310       | Foix           | Haute-Ariège        | CC de la Haute-Ariège           | 7,69             | 122 (2022)                        | 16                 | modifier les données · modifier les données |
| Aleu                        | 09005      | 09320       | Saint-Girons   | Couserans Est       | CC Couserans-Pyrénées           | 13,95            | 131 (2022)                        | 9,4                | modifier les données · modifier les données |
| Alliat                      | 09006      | 09400       | Foix           | Sabarthès           | CC du Pays de Tarascon          | 3,46             | 56 (2022)                         | 16                 | modifier les données · modifier les données |
| Allières                    | 09007      | 09240       | Saint-Girons   | Couserans Est       | CC Couserans-Pyrénées           | 9,10             | 75 (2022)                         | 8,2                | modifier les données · modifier les données |
| Alos                        | 09008      | 09200       | Saint-Girons   | Couserans Est       | CC Couserans-Pyrénées           | 24,26            | 116 (2022)                        | 4,8                | modifier les données · modifier les données |
| Alzen                       | 09009      | 09240       | Saint-Girons   | Couserans Est       | CC Couserans-Pyrénées           | 17,87            | 265 (2022)                        | 15                 | modifier les données · modifier les données |
| Antras                      | 09011      | 09800       | Saint-Girons   | Couserans Ouest     | CC Couserans-Pyrénées           | 20,02            | 74 (2022)                         | 3,7                | modifier les données · modifier les données |
| Appy                        | 09012      | 09250       | Foix           | Haute-Ariège        | CC de la Haute-Ariège           | 6,10             | 28 (2022)                         | 4,6                | modifier les données · modifier les données |
| Arabaux                     | 09013      | 09000       | Foix           | Val d'Ariège        | CA L'Agglo Foix-Varilhes        | 4,59             | 80 (2022)                         | 17                 | modifier les données · modifier les données |
| Argein                      | 09014      | 09800       | Saint-Girons   | Couserans Ouest     | CC Couserans-Pyrénées           | 11,09            | 192 (2022)                        | 17                 | modifier les données · modifier les données |
| Arignac                     | 09015      | 09400       | Foix           | Sabarthès           | CC du Pays de Tarascon          | 8,84             | 722 (2022)                        | 82                 | modifier les données · modifier les données |
| Arnave                      | 09016      | 09400       | Foix           | Sabarthès           | CC du Pays de Tarascon          | 8,38             | 214 (2022)                        | 26                 | modifier les données · modifier les données |
| Arrien-en-Bethmale          | 09017      | 09800       | Saint-Girons   | Couserans Ouest     | CC Couserans-Pyrénées           | 14,59            | 123 (2022)                        | 8,4                | modifier les données · modifier les données |
| Arrout                      | 09018      | 09800       | Saint-Girons   | Couserans Ouest     | CC Couserans-Pyrénées           | 3,02             | 92 (2022)                         | 30                 | modifier les données · modifier les données |
| Artigat                     | 09019      | 09130       | Saint-Girons   | Arize-Lèze          | CC Arize Lèze                   | 23,90            | 555 (2022)                        | 23                 | modifier les données · modifier les données |
| Artigues                    | 09020      | 09460       | Foix           | Haute-Ariège        | CC de la Haute-Ariège           | 12,43            | 32 (2022)                         | 2,6                | modifier les données · modifier les données |
| Artix                       | 09021      | 09120       | Foix           | Pamiers-1           | CA L'Agglo Foix-Varilhes        | 7,35             | 113 (2022)                        | 15                 | modifier les données · modifier les données |
| Arvigna                     | 09022      | 09100       | Pamiers        | Pamiers-2           | CC des Portes d'Ariège Pyrénées | 8,60             | 237 (2022)                        | 28                 | modifier les données · modifier les données |
| Ascou                       | 09023      | 09110       | Foix           | Haute-Ariège        | CC de la Haute-Ariège           | 35,59            | 115 (2022)                        | 3,2                | modifier les données · modifier les données |
| Aston                       | 09024      | 09310       | Foix           | Haute-Ariège        | CC de la Haute-Ariège           | 153,80           | 193 (2022)                        | 1,3                | modifier les données · modifier les données |
| Aucazein                    | 09025      | 09800       | Saint-Girons   | Couserans Ouest     | CC Couserans-Pyrénées           | 6,02             | 62 (2022)                         | 10                 | modifier les données · modifier les données |
| Audressein                  | 09026      | 09800       | Saint-Girons   | Couserans Ouest     | CC Couserans-Pyrénées           | 3,98             | 146 (2022)                        | 37                 | modifier les données · modifier les données |
| Augirein                    | 09027      | 09800       | Saint-Girons   | Couserans Ouest     | CC Couserans-Pyrénées           | 9,84             | 80 (2022)                         | 8,1                | modifier les données · modifier les données |
| Aulos-Sinsat                | 09296      | 09310       | Foix           | Haute-Ariège        | CC de la Haute-Ariège           | 5,05             | 157 (2022)                        | 31                 | modifier les données · modifier les données |
| Aulus-les-Bains             | 09029      | 09140       | Saint-Girons   | Couserans Est       | CC Couserans-Pyrénées           | 52,24            | 146 (2022)                        | 2,8                | modifier les données · modifier les données |
| Auzat                       | 09030      | 09220       | Foix           | Sabarthès           | CC de la Haute-Ariège           | 162,74           | 562 (2022)                        | 3,5                | modifier les données · modifier les données |
| Ax-les-Thermes              | 09032      | 09110       | Foix           | Haute-Ariège        | CC de la Haute-Ariège           | 30,26            | 1 277 (2022)                      | 42                 | modifier les données · modifier les données |
| Axiat                       | 09031      | 09250       | Foix           | Haute-Ariège        | CC de la Haute-Ariège           | 9,54             | 39 (2022)                         | 4,1                | modifier les données · modifier les données |
| Bagert                      | 09033      | 09230       | Saint-Girons   | Portes du Couserans | CC Couserans-Pyrénées           | 3,28             | 41 (2022)                         | 13                 | modifier les données · modifier les données |
| Balacet                     | 09034      | 09800       | Saint-Girons   | Couserans Ouest     | CC Couserans-Pyrénées           | 2,12             | 47 (2022)                         | 22                 | modifier les données · modifier les données |
| Balaguères                  | 09035      | 09800       | Saint-Girons   | Couserans Ouest     | CC Couserans-Pyrénées           | 17,84            | 197 (2022)                        | 11                 | modifier les données · modifier les données |
| Barjac                      | 09037      | 09230       | Saint-Girons   | Portes du Couserans | CC Couserans-Pyrénées           | 2,78             | 43 (2022)                         | 15                 | modifier les données · modifier les données |
| La Bastide-de-Besplas       | 09038      | 09350       | Saint-Girons   | Arize-Lèze          | CC Arize Lèze                   | 10,22            | 373 (2022)                        | 36                 | modifier les données · modifier les données |
| La Bastide-de-Bousignac     | 09039      | 09500       | Pamiers        | Mirepoix            | CC du Pays de Mirepoix          | 12,53            | 336 (2022)                        | 27                 | modifier les données · modifier les données |
| La Bastide-de-Lordat        | 09040      | 09700       | Pamiers        | Portes d'Ariège     | CC des Portes d'Ariège Pyrénées | 5,97             | 310 (2022)                        | 52                 | modifier les données · modifier les données |
| La Bastide-de-Sérou         | 09042      | 09240       | Saint-Girons   | Couserans Est       | CC Couserans-Pyrénées           | 43,62            | 972 (2022)                        | 22                 | modifier les données · modifier les données |
| La Bastide-du-Salat         | 09041      | 09160       | Saint-Girons   | Portes du Couserans | CC Couserans-Pyrénées           | 6,60             | 202 (2022)                        | 31                 | modifier les données · modifier les données |
| La Bastide-sur-l'Hers       | 09043      | 09600       | Pamiers        | Mirepoix            | CC du Pays de Mirepoix          | 4,77             | 676 (2022)                        | 142                | modifier les données · modifier les données |
| Baulou                      | 09044      | 09000       | Foix           | Val d'Ariège        | CA L'Agglo Foix-Varilhes        | 14,62            | 165 (2022)                        | 11                 | modifier les données · modifier les données |
| Bédeilhac-et-Aynat          | 09045      | 09400       | Foix           | Sabarthès           | CC du Pays de Tarascon          | 6,38             | 195 (2022)                        | 31                 | modifier les données · modifier les données |
| Bédeille                    | 09046      | 09230       | Saint-Girons   | Portes du Couserans | CC Couserans-Pyrénées           | 9,46             | 76 (2022)                         | 8,0                | modifier les données · modifier les données |
| Bélesta                     | 09047      | 09300       | Pamiers        | Pays d'Olmes        | CC du Pays d'Olmes              | 26,94            | 1 085 (2022)                      | 40                 | modifier les données · modifier les données |
| Belloc                      | 09048      | 09600       | Pamiers        | Mirepoix            | CC du Pays de Mirepoix          | 9,54             | 84 (2022)                         | 8,8                | modifier les données · modifier les données |
| Bénac                       | 09049      | 09000       | Foix           | Val d'Ariège        | CA L'Agglo Foix-Varilhes        | 2,80             | 174 (2022)                        | 62                 | modifier les données · modifier les données |
| Benagues                    | 09050      | 09100       | Pamiers        | Pamiers-1           | CC des Portes d'Ariège Pyrénées | 3,01             | 502 (2022)                        | 167                | modifier les données · modifier les données |
| Bénaix                      | 09051      | 09300       | Pamiers        | Pays d'Olmes        | CC du Pays d'Olmes              | 14,68            | 151 (2022)                        | 10                 | modifier les données · modifier les données |
| Besset                      | 09052      | 09500       | Pamiers        | Mirepoix            | CC du Pays de Mirepoix          | 8,13             | 165 (2022)                        | 20                 | modifier les données · modifier les données |
| Bestiac                     | 09053      | 09250       | Foix           | Haute-Ariège        | CC de la Haute-Ariège           | 6,57             | 30 (2022)                         | 4,6                | modifier les données · modifier les données |
| Betchat                     | 09054      | 09160       | Saint-Girons   | Portes du Couserans | CC Couserans-Pyrénées           | 22,00            | 356 (2022)                        | 16                 | modifier les données · modifier les données |
| Bethmale                    | 09055      | 09800       | Saint-Girons   | Couserans Ouest     | CC Couserans-Pyrénées           | 31,61            | 100 (2022)                        | 3,2                | modifier les données · modifier les données |
| Bézac                       | 09056      | 09100       | Pamiers        | Pamiers-1           | CC des Portes d'Ariège Pyrénées | 10,99            | 476 (2022)                        | 43                 | modifier les données · modifier les données |
| Biert                       | 09057      | 09320       | Saint-Girons   | Couserans Est       | CC Couserans-Pyrénées           | 23,51            | 307 (2022)                        | 13                 | modifier les données · modifier les données |
| Bompas                      | 09058      | 09400       | Foix           | Sabarthès           | CC du Pays de Tarascon          | 2,75             | 200 (2022)                        | 73                 | modifier les données · modifier les données |
| Bonac-Irazein               | 09059      | 09800       | Saint-Girons   | Couserans Ouest     | CC Couserans-Pyrénées           | 38,13            | 125 (2022)                        | 3,3                | modifier les données · modifier les données |
| Bonnac                      | 09060      | 09100       | Pamiers        | Portes d'Ariège     | CC des Portes d'Ariège Pyrénées | 9,63             | 789 (2022)                        | 82                 | modifier les données · modifier les données |
| Les Bordes-sur-Arize        | 09061      | 09350       | Saint-Girons   | Arize-Lèze          | CC Arize Lèze                   | 12,68            | 472 (2022)                        | 37                 | modifier les données · modifier les données |
| Bordes-Uchentein            | 09062      | 09800       | Saint-Girons   | Couserans Ouest     | CC Couserans-Pyrénées           | 54,48            | 216 (2022)                        | 4,0                | modifier les données · modifier les données |
| Le Bosc                     | 09063      | 09000       | Foix           | Val d'Ariège        | CA L'Agglo Foix-Varilhes        | 25,57            | 114 (2022)                        | 4,5                | modifier les données · modifier les données |
| Bouan                       | 09064      | 09310       | Foix           | Haute-Ariège        | CC de la Haute-Ariège           | 3,44             | 41 (2022)                         | 12                 | modifier les données · modifier les données |
| Boussenac                   | 09065      | 09320       | Saint-Girons   | Couserans Est       | CC Couserans-Pyrénées           | 26,00            | 243 (2022)                        | 9,3                | modifier les données · modifier les données |
| Brassac                     | 09066      | 09000       | Foix           | Val d'Ariège        | CA L'Agglo Foix-Varilhes        | 24,33            | 621 (2022)                        | 26                 | modifier les données · modifier les données |
| Brie                        | 09067      | 09700       | Pamiers        | Portes d'Ariège     | CC des Portes d'Ariège Pyrénées | 7,06             | 206 (2022)                        | 29                 | modifier les données · modifier les données |
| Burret                      | 09068      | 09000       | Foix           | Val d'Ariège        | CA L'Agglo Foix-Varilhes        | 4,96             | 44 (2022)                         | 8,9                | modifier les données · modifier les données |
| Buzan                       | 09069      | 09800       | Saint-Girons   | Couserans Ouest     | CC Couserans-Pyrénées           | 8,55             | 40 (2022)                         | 4,7                | modifier les données · modifier les données |
| Les Cabannes                | 09070      | 09310       | Foix           | Haute-Ariège        | CC de la Haute-Ariège           | 0,87             | 330 (2022)                        | 379                | modifier les données · modifier les données |
| Cadarcet                    | 09071      | 09240       | Saint-Girons   | Couserans Est       | CC Couserans-Pyrénées           | 11,01            | 214 (2022)                        | 19                 | modifier les données · modifier les données |
| Calzan                      | 09072      | 09120       | Foix           | Val d'Ariège        | CA L'Agglo Foix-Varilhes        | 3,99             | 45 (2022)                         | 11                 | modifier les données · modifier les données |
| Camarade                    | 09073      | 09290       | Saint-Girons   | Arize-Lèze          | CC Arize Lèze                   | 27,68            | 209 (2022)                        | 7,6                | modifier les données · modifier les données |
| Camon                       | 09074      | 09500       | Pamiers        | Mirepoix            | CC du Pays de Mirepoix          | 10,25            | 152 (2022)                        | 15                 | modifier les données · modifier les données |
| Campagne-sur-Arize          | 09075      | 09350       | Saint-Girons   | Arize-Lèze          | CC Arize Lèze                   | 13,34            | 286 (2022)                        | 21                 | modifier les données · modifier les données |
| Canté                       | 09076      | 09700       | Pamiers        | Portes d'Ariège     | CC des Portes d'Ariège Pyrénées | 9,80             | 212 (2022)                        | 22                 | modifier les données · modifier les données |
| Capoulet-et-Junac           | 09077      | 09400       | Foix           | Sabarthès           | CC du Pays de Tarascon          | 2,78             | 191 (2022)                        | 69                 | modifier les données · modifier les données |
| Carcanières                 | 09078      | 09460       | Foix           | Haute-Ariège        | CC de la Haute-Ariège           | 6,50             | 71 (2022)                         | 11                 | modifier les données · modifier les données |
| Carla-Bayle                 | 09079      | 09130       | Saint-Girons   | Arize-Lèze          | CC Arize Lèze                   | 35,52            | 792 (2022)                        | 22                 | modifier les données · modifier les données |
| Carla-de-Roquefort          | 09080      | 09300       | Pamiers        | Pays d'Olmes        | CC du Pays d'Olmes              | 9,34             | 166 (2022)                        | 18                 | modifier les données · modifier les données |
| Le Carlaret                 | 09081      | 09100       | Pamiers        | Pamiers-2           | CC des Portes d'Ariège Pyrénées | 9,39             | 286 (2022)                        | 30                 | modifier les données · modifier les données |
| Castelnau-Durban            | 09082      | 09420       | Saint-Girons   | Couserans Est       | CC Couserans-Pyrénées           | 13,18            | 458 (2022)                        | 35                 | modifier les données · modifier les données |
| Castéras                    | 09083      | 09130       | Saint-Girons   | Arize-Lèze          | CC Arize Lèze                   | 1,84             | 22 (2022)                         | 12                 | modifier les données · modifier les données |
| Castex                      | 09084      | 09350       | Saint-Girons   | Arize-Lèze          | CC Arize Lèze                   | 7,03             | 95 (2022)                         | 14                 | modifier les données · modifier les données |
| Castillon-en-Couserans      | 09085      | 09800       | Saint-Girons   | Couserans Ouest     | CC Couserans-Pyrénées           | 4,94             | 433 (2022)                        | 88                 | modifier les données · modifier les données |
| Caumont                     | 09086      | 09160       | Saint-Girons   | Portes du Couserans | CC Couserans-Pyrénées           | 9,22             | 338 (2022)                        | 37                 | modifier les données · modifier les données |
| Caussou                     | 09087      | 09250       | Foix           | Haute-Ariège        | CC de la Haute-Ariège           | 15,83            | 47 (2022)                         | 3,0                | modifier les données · modifier les données |
| Caychax-et-Senconac         | 09088      | 09250       | Foix           | Haute-Ariège        | CC de la Haute-Ariège           | 10,33            | 20 (2022)                         | 1,9                | modifier les données · modifier les données |
| Cazals-des-Baylès           | 09089      | 09500       | Pamiers        | Mirepoix            | CC du Pays de Mirepoix          | 4,71             | 56 (2022)                         | 12                 | modifier les données · modifier les données |
| Cazaux                      | 09090      | 09120       | Foix           | Val d'Ariège        | CA L'Agglo Foix-Varilhes        | 7,37             | 45 (2022)                         | 6,1                | modifier les données · modifier les données |
| Cazavet                     | 09091      | 09160       | Saint-Girons   | Portes du Couserans | CC Couserans-Pyrénées           | 17,93            | 192 (2022)                        | 11                 | modifier les données · modifier les données |
| Cazenave-Serres-et-Allens   | 09092      | 09400       | Foix           | Sabarthès           | CC du Pays de Tarascon          | 16,15            | 61 (2022)                         | 3,8                | modifier les données · modifier les données |
| Celles                      | 09093      | 09000       | Foix           | Sabarthès           | CA L'Agglo Foix-Varilhes        | 10,27            | 143 (2022)                        | 14                 | modifier les données · modifier les données |
| Cérizols                    | 09094      | 09230       | Saint-Girons   | Portes du Couserans | CC Couserans-Pyrénées           | 14,34            | 140 (2022)                        | 9,8                | modifier les données · modifier les données |
| Cescau                      | 09095      | 09800       | Saint-Girons   | Couserans Ouest     | CC Couserans-Pyrénées           | 5,32             | 162 (2022)                        | 30                 | modifier les données · modifier les données |
| Château-Verdun              | 09096      | 09310       | Foix           | Haute-Ariège        | CC de la Haute-Ariège           | 0,79             | 41 (2022)                         | 52                 | modifier les données · modifier les données |
| Clermont                    | 09097      | 09420       | Saint-Girons   | Couserans Est       | CC Couserans-Pyrénées           | 7,41             | 118 (2022)                        | 16                 | modifier les données · modifier les données |
| Contrazy                    | 09098      | 09230       | Saint-Girons   | Portes du Couserans | CC Couserans-Pyrénées           | 8,27             | 71 (2022)                         | 8,6                | modifier les données · modifier les données |
| Cos                         | 09099      | 09000       | Foix           | Foix                | CA L'Agglo Foix-Varilhes        | 6,40             | 358 (2022)                        | 56                 | modifier les données · modifier les données |
| Couflens                    | 09100      | 09140       | Saint-Girons   | Couserans Est       | CC Couserans-Pyrénées           | 56,26            | 103 (2022)                        | 1,8                | modifier les données · modifier les données |
| Coussa                      | 09101      | 09120       | Foix           | Val d'Ariège        | CA L'Agglo Foix-Varilhes        | 7,71             | 278 (2022)                        | 36                 | modifier les données · modifier les données |
| Coutens                     | 09102      | 09500       | Pamiers        | Mirepoix            | CC du Pays de Mirepoix          | 4,19             | 179 (2022)                        | 43                 | modifier les données · modifier les données |
| Crampagna                   | 09103      | 09120       | Foix           | Val d'Ariège        | CA L'Agglo Foix-Varilhes        | 10,02            | 952 (2022)                        | 95                 | modifier les données · modifier les données |
| Dalou                       | 09104      | 09120       | Foix           | Val d'Ariège        | CA L'Agglo Foix-Varilhes        | 7,66             | 784 (2022)                        | 102                | modifier les données · modifier les données |
| Daumazan-sur-Arize          | 09105      | 09350       | Saint-Girons   | Arize-Lèze          | CC Arize Lèze                   | 13,78            | 804 (2022)                        | 58                 | modifier les données · modifier les données |
| Dreuilhe                    | 09106      | 09300       | Pamiers        | Pays d'Olmes        | CC du Pays d'Olmes              | 6,93             | 363 (2022)                        | 52                 | modifier les données · modifier les données |
| Dun                         | 09107      | 09600       | Pamiers        | Mirepoix            | CC du Pays de Mirepoix          | 41,41            | 650 (2022)                        | 16                 | modifier les données · modifier les données |
| Durban-sur-Arize            | 09108      | 09240       | Saint-Girons   | Couserans Est       | CC Couserans-Pyrénées           | 6,75             | 179 (2022)                        | 27                 | modifier les données · modifier les données |
| Durfort                     | 09109      | 09130       | Saint-Girons   | Arize-Lèze          | CC Arize Lèze                   | 10,98            | 185 (2022)                        | 17                 | modifier les données · modifier les données |
| Encourtiech                 | 09110      | 09200       | Saint-Girons   | Couserans Est       | CC Couserans-Pyrénées           | 4,78             | 98 (2022)                         | 21                 | modifier les données · modifier les données |
| Engomer                     | 09111      | 09800       | Saint-Girons   | Couserans Ouest     | CC Couserans-Pyrénées           | 7,60             | 314 (2022)                        | 41                 | modifier les données · modifier les données |
| Ercé                        | 09113      | 09140       | Saint-Girons   | Couserans Est       | CC Couserans-Pyrénées           | 40,75            | 580 (2022)                        | 14                 | modifier les données · modifier les données |
| Erp                         | 09114      | 09200       | Saint-Girons   | Couserans Est       | CC Couserans-Pyrénées           | 9,24             | 132 (2022)                        | 14                 | modifier les données · modifier les données |
| Esclagne                    | 09115      | 09600       | Pamiers        | Mirepoix            | CC du Pays de Mirepoix          | 3,52             | 121 (2022)                        | 34                 | modifier les données · modifier les données |
| Escosse                     | 09116      | 09100       | Pamiers        | Pamiers-1           | CC des Portes d'Ariège Pyrénées | 14,83            | 362 (2022)                        | 24                 | modifier les données · modifier les données |
| Esplas                      | 09117      | 09700       | Pamiers        | Portes d'Ariège     | CC des Portes d'Ariège Pyrénées | 7,64             | 105 (2022)                        | 14                 | modifier les données · modifier les données |
| Esplas-de-Sérou             | 09118      | 09420       | Saint-Girons   | Couserans Est       | CC Couserans-Pyrénées           | 34,13            | 171 (2022)                        | 5,0                | modifier les données · modifier les données |
| Eycheil                     | 09119      | 09200       | Saint-Girons   | Couserans Ouest     | CC Couserans-Pyrénées           | 4,77             | 530 (2022)                        | 111                | modifier les données · modifier les données |
| Fabas                       | 09120      | 09230       | Saint-Girons   | Portes du Couserans | CC Couserans-Pyrénées           | 23,04            | 353 (2022)                        | 15                 | modifier les données · modifier les données |
| Ferrières-sur-Ariège        | 09121      | 09000       | Foix           | Foix                | CA L'Agglo Foix-Varilhes        | 3,46             | 775 (2022)                        | 224                | modifier les données · modifier les données |
| Fornex                      | 09123      | 09350       | Saint-Girons   | Arize-Lèze          | CC Arize Lèze                   | 9,62             | 107 (2022)                        | 11                 | modifier les données · modifier les données |
| Le Fossat                   | 09124      | 09130       | Saint-Girons   | Arize-Lèze          | CC Arize Lèze                   | 14,41            | 1 061 (2022)                      | 74                 | modifier les données · modifier les données |
| Fougax-et-Barrineuf         | 09125      | 09300       | Pamiers        | Pays d'Olmes        | CC du Pays d'Olmes              | 31,48            | 430 (2022)                        | 14                 | modifier les données · modifier les données |
| Freychenet                  | 09126      | 09300       | Pamiers        | Pays d'Olmes        | CC du Pays d'Olmes              | 24,69            | 82 (2022)                         | 3,3                | modifier les données · modifier les données |
| Gabre                       | 09127      | 09290       | Saint-Girons   | Arize-Lèze          | CC Arize Lèze                   | 13,36            | 124 (2022)                        | 9,3                | modifier les données · modifier les données |
| Gajan                       | 09128      | 09190       | Saint-Girons   | Portes du Couserans | CC Couserans-Pyrénées           | 8,17             | 330 (2022)                        | 40                 | modifier les données · modifier les données |
| Galey                       | 09129      | 09800       | Saint-Girons   | Couserans Ouest     | CC Couserans-Pyrénées           | 9,35             | 113 (2022)                        | 12                 | modifier les données · modifier les données |
| Ganac                       | 09130      | 09000       | Foix           | Foix                | CA L'Agglo Foix-Varilhes        | 20,19            | 746 (2022)                        | 37                 | modifier les données · modifier les données |
| Garanou                     | 09131      | 09250       | Foix           | Haute-Ariège        | CC de la Haute-Ariège           | 3,01             | 146 (2022)                        | 49                 | modifier les données · modifier les données |
| Gaudiès                     | 09132      | 09700       | Pamiers        | Portes d'Ariège     | CC des Portes d'Ariège Pyrénées | 10,41            | 235 (2022)                        | 23                 | modifier les données · modifier les données |
| Génat                       | 09133      | 09400       | Foix           | Sabarthès           | CC du Pays de Tarascon          | 8,21             | 24 (2022)                         | 2,9                | modifier les données · modifier les données |
| Gestiès                     | 09134      | 09220       | Foix           | Sabarthès           | CC de la Haute-Ariège           | 27,46            | 36 (2022)                         | 1,3                | modifier les données · modifier les données |
| Gourbit                     | 09136      | 09400       | Foix           | Sabarthès           | CC du Pays de Tarascon          | 17,95            | 79 (2022)                         | 4,4                | modifier les données · modifier les données |
| Gudas                       | 09137      | 09120       | Foix           | Val d'Ariège        | CA L'Agglo Foix-Varilhes        | 10,73            | 197 (2022)                        | 18                 | modifier les données · modifier les données |
| L'Herm                      | 09138      | 09000       | Foix           | Val d'Ariège        | CA L'Agglo Foix-Varilhes        | 14,67            | 189 (2022)                        | 13                 | modifier les données · modifier les données |
| L'Hospitalet-près-l'Andorre | 09139      | 09390       | Foix           | Haute-Ariège        | CC de la Haute-Ariège           | 26,12            | 95 (2022)                         | 3,6                | modifier les données · modifier les données |
| Ignaux                      | 09140      | 09110       | Foix           | Haute-Ariège        | CC de la Haute-Ariège           | 5,49             | 126 (2022)                        | 23                 | modifier les données · modifier les données |
| Ilhat                       | 09142      | 09300       | Pamiers        | Pays d'Olmes        | CC du Pays d'Olmes              | 6,89             | 124 (2022)                        | 18                 | modifier les données · modifier les données |
| Illartein                   | 09141      | 09800       | Saint-Girons   | Couserans Ouest     | CC Couserans-Pyrénées           | 3,97             | 73 (2022)                         | 18                 | modifier les données · modifier les données |
| Illier-et-Laramade          | 09143      | 09220       | Foix           | Sabarthès           | CC de la Haute-Ariège           | 5,02             | 38 (2022)                         | 7,6                | modifier les données · modifier les données |
| Les Issards                 | 09145      | 09100       | Pamiers        | Pamiers-2           | CC des Portes d'Ariège Pyrénées | 3,81             | 253 (2022)                        | 66                 | modifier les données · modifier les données |
| Justiniac                   | 09146      | 09700       | Pamiers        | Portes d'Ariège     | CC des Portes d'Ariège Pyrénées | 4,56             | 58 (2022)                         | 13                 | modifier les données · modifier les données |
| Labatut                     | 09147      | 09700       | Pamiers        | Portes d'Ariège     | CC des Portes d'Ariège Pyrénées | 3,58             | 177 (2022)                        | 49                 | modifier les données · modifier les données |
| Lacave                      | 09148      | 09160       | Saint-Girons   | Portes du Couserans | CC Couserans-Pyrénées           | 4,50             | 116 (2022)                        | 26                 | modifier les données · modifier les données |
| Lacourt                     | 09149      | 09200       | Saint-Girons   | Couserans Est       | CC Couserans-Pyrénées           | 16,50            | 201 (2022)                        | 12                 | modifier les données · modifier les données |
| Lagarde                     | 09150      | 09500       | Pamiers        | Mirepoix            | CC du Pays de Mirepoix          | 11,93            | 210 (2022)                        | 18                 | modifier les données · modifier les données |
| Lanoux                      | 09151      | 09130       | Saint-Girons   | Arize-Lèze          | CC Arize Lèze                   | 3,75             | 62 (2022)                         | 17                 | modifier les données · modifier les données |
| Lapège                      | 09152      | 09400       | Foix           | Sabarthès           | CC du Pays de Tarascon          | 8,29             | 18 (2022)                         | 2,2                | modifier les données · modifier les données |
| Lapenne                     | 09153      | 09500       | Pamiers        | Mirepoix            | CC du Pays de Mirepoix          | 21,57            | 120 (2022)                        | 5,6                | modifier les données · modifier les données |
| Larbont                     | 09154      | 09240       | Saint-Girons   | Couserans Est       | CC Couserans-Pyrénées           | 6,17             | 60 (2022)                         | 9,7                | modifier les données · modifier les données |
| Larcat                      | 09155      | 09310       | Foix           | Haute-Ariège        | CC de la Haute-Ariège           | 9,31             | 49 (2022)                         | 5,3                | modifier les données · modifier les données |
| Larnat                      | 09156      | 09310       | Foix           | Haute-Ariège        | CC de la Haute-Ariège           | 5,60             | 19 (2022)                         | 3,4                | modifier les données · modifier les données |
| Laroque-d'Olmes             | 09157      | 09600       | Pamiers        | Mirepoix            | CC du Pays d'Olmes              | 14,36            | 2 414 (2022)                      | 168                | modifier les données · modifier les données |
| Lasserre                    | 09158      | 09230       | Saint-Girons   | Portes du Couserans | CC Couserans-Pyrénées           | 8,47             | 252 (2022)                        | 30                 | modifier les données · modifier les données |
| Lassur                      | 09159      | 09310       | Foix           | Haute-Ariège        | CC de la Haute-Ariège           | 11,99            | 84 (2022)                         | 7,0                | modifier les données · modifier les données |
| Lavelanet                   | 09160      | 09300       | Pamiers        | Pays d'Olmes        | CC du Pays d'Olmes              | 12,57            | 6 018 (2022)                      | 479                | modifier les données · modifier les données |
| Léran                       | 09161      | 09600       | Pamiers        | Mirepoix            | CC du Pays de Mirepoix          | 11,92            | 616 (2022)                        | 52                 | modifier les données · modifier les données |
| Lercoul                     | 09162      | 09220       | Foix           | Sabarthès           | CC de la Haute-Ariège           | 19,01            | 14 (2022)                         | 0,74               | modifier les données · modifier les données |
| Lescousse                   | 09163      | 09100       | Pamiers        | Pamiers-1           | CC des Portes d'Ariège Pyrénées | 8,48             | 82 (2022)                         | 9,7                | modifier les données · modifier les données |
| Lescure                     | 09164      | 09420       | Saint-Girons   | Couserans Est       | CC Couserans-Pyrénées           | 25,80            | 483 (2022)                        | 19                 | modifier les données · modifier les données |
| Lesparrou                   | 09165      | 09300       | Pamiers        | Pays d'Olmes        | CC du Pays d'Olmes              | 16,09            | 233 (2022)                        | 14                 | modifier les données · modifier les données |
| Leychert                    | 09166      | 09300       | Pamiers        | Pays d'Olmes        | CC du Pays d'Olmes              | 5,77             | 112 (2022)                        | 19                 | modifier les données · modifier les données |
| Lézat-sur-Lèze              | 09167      | 09210       | Saint-Girons   | Arize-Lèze          | CC Arize Lèze                   | 40,13            | 2 341 (2022)                      | 58                 | modifier les données · modifier les données |
| Lieurac                     | 09168      | 09300       | Pamiers        | Pays d'Olmes        | CC du Pays d'Olmes              | 6,42             | 180 (2022)                        | 28                 | modifier les données · modifier les données |
| Limbrassac                  | 09169      | 09600       | Pamiers        | Mirepoix            | CC du Pays de Mirepoix          | 12,42            | 119 (2022)                        | 9,6                | modifier les données · modifier les données |
| Lissac                      | 09170      | 09700       | Pamiers        | Portes d'Ariège     | CC des Portes d'Ariège Pyrénées | 3,77             | 240 (2022)                        | 64                 | modifier les données · modifier les données |
| Lordat                      | 09171      | 09250       | Foix           | Haute-Ariège        | CC de la Haute-Ariège           | 7,37             | 63 (2022)                         | 8,5                | modifier les données · modifier les données |
| Lorp-Sentaraille            | 09289      | 09190       | Saint-Girons   | Portes du Couserans | CC Couserans-Pyrénées           | 6,15             | 1 392 (2022)                      | 226                | modifier les données · modifier les données |
| Loubaut                     | 09172      | 09350       | Saint-Girons   | Arize-Lèze          | CC Arize Lèze                   | 2,39             | 28 (2022)                         | 12                 | modifier les données · modifier les données |
| Loubens                     | 09173      | 09120       | Foix           | Val d'Ariège        | CA L'Agglo Foix-Varilhes        | 11,73            | 277 (2022)                        | 24                 | modifier les données · modifier les données |
| Loubières                   | 09174      | 09000       | Foix           | Val d'Ariège        | CA L'Agglo Foix-Varilhes        | 2,90             | 359 (2022)                        | 124                | modifier les données · modifier les données |
| Ludiès                      | 09175      | 09100       | Pamiers        | Pamiers-2           | CC des Portes d'Ariège Pyrénées | 1,87             | 99 (2022)                         | 53                 | modifier les données · modifier les données |
| Luzenac                     | 09176      | 09250       | Foix           | Haute-Ariège        | CC de la Haute-Ariège           | 26,43            | 514 (2022)                        | 19                 | modifier les données · modifier les données |
| Madière                     | 09177      | 09100       | Pamiers        | Pamiers-1           | CC des Portes d'Ariège Pyrénées | 10,28            | 272 (2022)                        | 26                 | modifier les données · modifier les données |
| Malegoude                   | 09178      | 09500       | Pamiers        | Mirepoix            | CC du Pays de Mirepoix          | 6,14             | 37 (2022)                         | 6,0                | modifier les données · modifier les données |
| Malléon                     | 09179      | 09120       | Foix           | Val d'Ariège        | CA L'Agglo Foix-Varilhes        | 6,78             | 79 (2022)                         | 12                 | modifier les données · modifier les données |
| Manses                      | 09180      | 09500       | Pamiers        | Mirepoix            | CC du Pays de Mirepoix          | 15,36            | 128 (2022)                        | 8,3                | modifier les données · modifier les données |
| Le Mas-d'Azil               | 09181      | 09290       | Saint-Girons   | Arize-Lèze          | CC Arize Lèze                   | 39,36            | 1 236 (2022)                      | 31                 | modifier les données · modifier les données |
| Massat                      | 09182      | 09320       | Saint-Girons   | Couserans Est       | CC Couserans-Pyrénées           | 44,71            | 741 (2022)                        | 17                 | modifier les données · modifier les données |
| Mauvezin-de-Prat            | 09183      | 09160       | Saint-Girons   | Portes du Couserans | CC Couserans-Pyrénées           | 1,85             | 99 (2022)                         | 54                 | modifier les données · modifier les données |
| Mauvezin-de-Sainte-Croix    | 09184      | 09230       | Saint-Girons   | Portes du Couserans | CC Couserans-Pyrénées           | 5,20             | 52 (2022)                         | 10                 | modifier les données · modifier les données |
| Mazères                     | 09185      | 09270       | Pamiers        | Portes d'Ariège     | CC des Portes d'Ariège Pyrénées | 44,04            | 3 866 (2022)                      | 88                 | modifier les données · modifier les données |
| Méras                       | 09186      | 09350       | Saint-Girons   | Arize-Lèze          | CC Arize Lèze                   | 3,69             | 97 (2022)                         | 26                 | modifier les données · modifier les données |
| Mercenac                    | 09187      | 09160       | Saint-Girons   | Portes du Couserans | CC Couserans-Pyrénées           | 13,57            | 352 (2022)                        | 26                 | modifier les données · modifier les données |
| Mercus-Garrabet             | 09188      | 09400       | Foix           | Sabarthès           | CC du Pays de Tarascon          | 14,79            | 1 226 (2022)                      | 83                 | modifier les données · modifier les données |
| Mérens-les-Vals             | 09189      | 09110       | Foix           | Haute-Ariège        | CC de la Haute-Ariège           | 80,12            | 168 (2022)                        | 2,1                | modifier les données · modifier les données |
| Mérigon                     | 09190      | 09230       | Saint-Girons   | Portes du Couserans | CC Couserans-Pyrénées           | 6,33             | 113 (2022)                        | 18                 | modifier les données · modifier les données |
| Miglos                      | 09192      | 09400       | Foix           | Sabarthès           | CC du Pays de Tarascon          | 18,76            | 132 (2022)                        | 7,0                | modifier les données · modifier les données |
| Mijanès                     | 09193      | 09460       | Foix           | Haute-Ariège        | CC de la Haute-Ariège           | 39,95            | 58 (2022)                         | 1,5                | modifier les données · modifier les données |
| Mirepoix                    | 09194      | 09500       | Pamiers        | Mirepoix            | CC du Pays de Mirepoix          | 47,28            | 3 106 (2022)                      | 66                 | modifier les données · modifier les données |
| Monesple                    | 09195      | 09130       | Saint-Girons   | Arize-Lèze          | CC Arize Lèze                   | 6,09             | 26 (2022)                         | 4,3                | modifier les données · modifier les données |
| Montagagne                  | 09196      | 09240       | Saint-Girons   | Couserans Est       | CC Couserans-Pyrénées           | 7,06             | 82 (2022)                         | 12                 | modifier les données · modifier les données |
| Montaillou                  | 09197      | 09110       | Foix           | Haute-Ariège        | CC de la Haute-Ariège           | 8,61             | 17 (2022)                         | 2,0                | modifier les données · modifier les données |
| Montardit                   | 09198      | 09230       | Saint-Girons   | Portes du Couserans | CC Couserans-Pyrénées           | 7,26             | 223 (2022)                        | 31                 | modifier les données · modifier les données |
| Montaut                     | 09199      | 09700       | Pamiers        | Portes d'Ariège     | CC des Portes d'Ariège Pyrénées | 35,03            | 694 (2022)                        | 20                 | modifier les données · modifier les données |
| Montbel                     | 09200      | 09600       | Pamiers        | Mirepoix            | CC du Pays de Mirepoix          | 17,36            | 93 (2022)                         | 5,4                | modifier les données · modifier les données |
| Montégut-en-Couserans       | 09201      | 09200       | Saint-Girons   | Couserans Ouest     | CC Couserans-Pyrénées           | 6,18             | 73 (2022)                         | 12                 | modifier les données · modifier les données |
| Montégut-Plantaurel         | 09202      | 09120       | Foix           | Val d'Ariège        | CA L'Agglo Foix-Varilhes        | 18,95            | 319 (2022)                        | 17                 | modifier les données · modifier les données |
| Montels                     | 09203      | 09240       | Saint-Girons   | Couserans Est       | CC Couserans-Pyrénées           | 3,73             | 157 (2022)                        | 42                 | modifier les données · modifier les données |
| Montesquieu-Avantès         | 09204      | 09200       | Saint-Girons   | Portes du Couserans | CC Couserans-Pyrénées           | 16,52            | 261 (2022)                        | 16                 | modifier les données · modifier les données |
| Montfa                      | 09205      | 09350       | Saint-Girons   | Arize-Lèze          | CC Arize Lèze                   | 8,54             | 94 (2022)                         | 11                 | modifier les données · modifier les données |
| Montferrier                 | 09206      | 09300       | Pamiers        | Pays d'Olmes        | CC du Pays d'Olmes              | 51,79            | 544 (2022)                        | 11                 | modifier les données · modifier les données |
| Montgailhard                | 09207      | 09330       | Foix           | Foix                | CA L'Agglo Foix-Varilhes        | 7,93             | 1 456 (2022)                      | 184                | modifier les données · modifier les données |
| Montgauch                   | 09208      | 09160       | Saint-Girons   | Portes du Couserans | CC Couserans-Pyrénées           | 9,15             | 112 (2022)                        | 12                 | modifier les données · modifier les données |
| Montjoie-en-Couserans       | 09209      | 09200       | Saint-Girons   | Portes du Couserans | CC Couserans-Pyrénées           | 29,63            | 1 001 (2022)                      | 34                 | modifier les données · modifier les données |
| Montoulieu                  | 09210      | 09000       | Foix           | Sabarthès           | CA L'Agglo Foix-Varilhes        | 14,12            | 416 (2022)                        | 29                 | modifier les données · modifier les données |
| Montségur                   | 09211      | 09300       | Pamiers        | Pays d'Olmes        | CC du Pays d'Olmes              | 37,16            | 116 (2022)                        | 3,1                | modifier les données · modifier les données |
| Montseron                   | 09212      | 09240       | Saint-Girons   | Couserans Est       | CC Couserans-Pyrénées           | 8,88             | 103 (2022)                        | 12                 | modifier les données · modifier les données |
| Moulin-Neuf                 | 09213      | 09500       | Pamiers        | Mirepoix            | CC du Pays de Mirepoix          | 2,62             | 235 (2022)                        | 90                 | modifier les données · modifier les données |
| Moulis                      | 09214      | 09200       | Saint-Girons   | Couserans Ouest     | CC Couserans-Pyrénées           | 36,55            | 796 (2022)                        | 22                 | modifier les données · modifier les données |
| Nalzen                      | 09215      | 09300       | Pamiers        | Pays d'Olmes        | CC du Pays d'Olmes              | 5,50             | 112 (2022)                        | 20                 | modifier les données · modifier les données |
| Nescus                      | 09216      | 09240       | Saint-Girons   | Couserans Est       | CC Couserans-Pyrénées           | 3,00             | 58 (2022)                         | 19                 | modifier les données · modifier les données |
| Niaux                       | 09217      | 09400       | Foix           | Sabarthès           | CC du Pays de Tarascon          | 3,99             | 151 (2022)                        | 38                 | modifier les données · modifier les données |
| Orgeix                      | 09218      | 09110       | Foix           | Haute-Ariège        | CC de la Haute-Ariège           | 18,39            | 101 (2022)                        | 5,5                | modifier les données · modifier les données |
| Orgibet                     | 09219      | 09800       | Saint-Girons   | Couserans Ouest     | CC Couserans-Pyrénées           | 7,45             | 164 (2022)                        | 22                 | modifier les données · modifier les données |
| Orlu                        | 09220      | 09110       | Foix           | Haute-Ariège        | CC de la Haute-Ariège           | 70,79            | 160 (2022)                        | 2,3                | modifier les données · modifier les données |
| Ornolac-Ussat-les-Bains     | 09221      | 09400       | Foix           | Haute-Ariège        | CC du Pays de Tarascon          | 11,99            | 248 (2022)                        | 21                 | modifier les données · modifier les données |
| Orus                        | 09222      | 09220       | Foix           | Sabarthès           | CC de la Haute-Ariège           | 9,12             | 24 (2022)                         | 2,6                | modifier les données · modifier les données |
| Oust                        | 09223      | 09140       | Saint-Girons   | Couserans Est       | CC Couserans-Pyrénées           | 18,97            | 574 (2022)                        | 30                 | modifier les données · modifier les données |
| Pailhès                     | 09224      | 09130       | Saint-Girons   | Arize-Lèze          | CC Arize Lèze                   | 21,52            | 511 (2022)                        | 24                 | modifier les données · modifier les données |
| Pamiers                     | 09225      | 09100       | Pamiers        | Pamiers-1 Pamiers-2 | CC des Portes d'Ariège Pyrénées | 45,85            | 16 512 (2022)                     | 360                | modifier les données · modifier les données |
| Pech                        | 09226      | 09310       | Foix           | Haute-Ariège        | CC de la Haute-Ariège           | 4,81             | 37 (2022)                         | 7,7                | modifier les données · modifier les données |
| Péreille                    | 09227      | 09300       | Pamiers        | Pays d'Olmes        | CC du Pays d'Olmes              | 5,36             | 186 (2022)                        | 35                 | modifier les données · modifier les données |
| Perles-et-Castelet          | 09228      | 09110       | Foix           | Haute-Ariège        | CC de la Haute-Ariège           | 17,77            | 219 (2022)                        | 12                 | modifier les données · modifier les données |
| Le Peyrat                   | 09229      | 09600       | Pamiers        | Mirepoix            | CC du Pays de Mirepoix          | 6,13             | 496 (2022)                        | 81                 | modifier les données · modifier les données |
| Le Pla                      | 09230      | 09460       | Foix           | Haute-Ariège        | CC de la Haute-Ariège           | 12,97            | 61 (2022)                         | 4,7                | modifier les données · modifier les données |
| Le Port                     | 09231      | 09320       | Saint-Girons   | Couserans Est       | CC Couserans-Pyrénées           | 49,87            | 167 (2022)                        | 3,3                | modifier les données · modifier les données |
| Prades                      | 09232      | 09110       | Foix           | Haute-Ariège        | CC de la Haute-Ariège           | 28,97            | 46 (2022)                         | 1,6                | modifier les données · modifier les données |
| Pradettes                   | 09233      | 09600       | Pamiers        | Mirepoix            | CC du Pays de Mirepoix          | 3,52             | 44 (2022)                         | 13                 | modifier les données · modifier les données |
| Pradières                   | 09234      | 09000       | Foix           | Val d'Ariège        | CA L'Agglo Foix-Varilhes        | 6,79             | 124 (2022)                        | 18                 | modifier les données · modifier les données |
| Prat-Bonrepaux              | 09235      | 09160       | Saint-Girons   | Portes du Couserans | CC Couserans-Pyrénées           | 14,43            | 858 (2022)                        | 59                 | modifier les données · modifier les données |
| Prayols                     | 09236      | 09000       | Foix           | Sabarthès           | CA L'Agglo Foix-Varilhes        | 7,76             | 366 (2022)                        | 47                 | modifier les données · modifier les données |
| Le Puch                     | 09237      | 09460       | Foix           | Haute-Ariège        | CC de la Haute-Ariège           | 2,89             | 28 (2022)                         | 9,7                | modifier les données · modifier les données |
| Les Pujols                  | 09238      | 09100       | Pamiers        | Pamiers-2           | CC des Portes d'Ariège Pyrénées | 13,18            | 862 (2022)                        | 65                 | modifier les données · modifier les données |
| Quérigut                    | 09239      | 09460       | Foix           | Haute-Ariège        | CC de la Haute-Ariège           | 36,40            | 137 (2022)                        | 3,8                | modifier les données · modifier les données |
| Quié                        | 09240      | 09400       | Foix           | Sabarthès           | CC du Pays de Tarascon          | 2,51             | 298 (2022)                        | 119                | modifier les données · modifier les données |
| Rabat-les-Trois-Seigneurs   | 09241      | 09400       | Foix           | Sabarthès           | CC du Pays de Tarascon          | 26,96            | 368 (2022)                        | 14                 | modifier les données · modifier les données |
| Raissac                     | 09242      | 09300       | Pamiers        | Pays d'Olmes        | CC du Pays d'Olmes              | 3,84             | 49 (2022)                         | 13                 | modifier les données · modifier les données |
| Régat                       | 09243      | 09600       | Pamiers        | Mirepoix            | CC du Pays de Mirepoix          | 2,16             | 94 (2022)                         | 44                 | modifier les données · modifier les données |
| Rieucros                    | 09244      | 09500       | Pamiers        | Mirepoix            | CC du Pays de Mirepoix          | 5,57             | 720 (2022)                        | 129                | modifier les données · modifier les données |
| Rieux-de-Pelleport          | 09245      | 09120       | Foix           | Pamiers-1           | CA L'Agglo Foix-Varilhes        | 8,16             | 1 261 (2022)                      | 155                | modifier les données · modifier les données |
| Rimont                      | 09246      | 09420       | Saint-Girons   | Couserans Est       | CC Couserans-Pyrénées           | 28,40            | 542 (2022)                        | 19                 | modifier les données · modifier les données |
| Rivèrenert                  | 09247      | 09200       | Saint-Girons   | Couserans Est       | CC Couserans-Pyrénées           | 28,81            | 192 (2022)                        | 6,7                | modifier les données · modifier les données |
| Roquefixade                 | 09249      | 09300       | Pamiers        | Pays d'Olmes        | CC du Pays d'Olmes              | 12,31            | 150 (2022)                        | 12                 | modifier les données · modifier les données |
| Roquefort-les-Cascades      | 09250      | 09300       | Pamiers        | Pays d'Olmes        | CC du Pays d'Olmes              | 7,08             | 83 (2022)                         | 12                 | modifier les données · modifier les données |
| Roumengoux                  | 09251      | 09500       | Pamiers        | Mirepoix            | CC du Pays de Mirepoix          | 6,87             | 169 (2022)                        | 25                 | modifier les données · modifier les données |
| Rouze                       | 09252      | 09460       | Foix           | Haute-Ariège        | CC de la Haute-Ariège           | 9,51             | 85 (2022)                         | 8,9                | modifier les données · modifier les données |
| Sabarat                     | 09253      | 09350       | Saint-Girons   | Arize-Lèze          | CC Arize Lèze                   | 9,50             | 377 (2022)                        | 40                 | modifier les données · modifier les données |
| Saint-Amadou                | 09254      | 09100       | Pamiers        | Pamiers-2           | CC des Portes d'Ariège Pyrénées | 4,64             | 272 (2022)                        | 59                 | modifier les données · modifier les données |
| Saint-Bauzeil               | 09256      | 09120       | Foix           | Pamiers-1           | CA L'Agglo Foix-Varilhes        | 4,47             | 57 (2022)                         | 13                 | modifier les données · modifier les données |
| Saint-Félix-de-Rieutord     | 09258      | 09120       | Foix           | Val d'Ariège        | CA L'Agglo Foix-Varilhes        | 6,77             | 469 (2022)                        | 69                 | modifier les données · modifier les données |
| Saint-Félix-de-Tournegat    | 09259      | 09500       | Pamiers        | Mirepoix            | CC du Pays de Mirepoix          | 10,51            | 152 (2022)                        | 14                 | modifier les données · modifier les données |
| Saint-Girons                | 09261      | 09200       | Saint-Girons   | Couserans Ouest     | CC Couserans-Pyrénées           | 19,13            | 6 129 (2022)                      | 320                | modifier les données · modifier les données |
| Saint-Jean-d'Aigues-Vives   | 09262      | 09300       | Pamiers        | Pays d'Olmes        | CC du Pays d'Olmes              | 4,52             | 370 (2022)                        | 82                 | modifier les données · modifier les données |
| Saint-Jean-de-Verges        | 09264      | 09000       | Foix           | Val d'Ariège        | CA L'Agglo Foix-Varilhes        | 12,73            | 1 288 (2022)                      | 101                | modifier les données · modifier les données |
| Saint-Jean-du-Castillonnais | 09263      | 09800       | Saint-Girons   | Couserans Ouest     | CC Couserans-Pyrénées           | 4,74             | 28 (2022)                         | 5,9                | modifier les données · modifier les données |
| Saint-Jean-du-Falga         | 09265      | 09100       | Pamiers        | Pamiers-1           | CC des Portes d'Ariège Pyrénées | 4,03             | 2 864 (2022)                      | 711                | modifier les données · modifier les données |
| Saint-Julien-de-Gras-Capou  | 09266      | 09500       | Pamiers        | Mirepoix            | CC du Pays de Mirepoix          | 6,14             | 83 (2022)                         | 14                 | modifier les données · modifier les données |
| Saint-Lary                  | 09267      | 09800       | Saint-Girons   | Couserans Ouest     | CC Couserans-Pyrénées           | 33,91            | 147 (2022)                        | 4,3                | modifier les données · modifier les données |
| Saint-Lizier                | 09268      | 09190       | Saint-Girons   | Portes du Couserans | CC Couserans-Pyrénées           | 9,01             | 1 384 (2022)                      | 154                | modifier les données · modifier les données |
| Saint-Martin-d'Oydes        | 09270      | 09100       | Pamiers        | Pamiers-1           | CC des Portes d'Ariège Pyrénées | 11,64            | 251 (2022)                        | 22                 | modifier les données · modifier les données |
| Saint-Martin-de-Caralp      | 09269      | 09000       | Foix           | Val d'Ariège        | CA L'Agglo Foix-Varilhes        | 9,16             | 375 (2022)                        | 41                 | modifier les données · modifier les données |
| Saint-Michel                | 09271      | 09100       | Pamiers        | Pamiers-1           | CC des Portes d'Ariège Pyrénées | 5,92             | 91 (2022)                         | 15                 | modifier les données · modifier les données |
| Saint-Paul-de-Jarrat        | 09272      | 09000       | Foix           | Sabarthès           | CA L'Agglo Foix-Varilhes        | 22,51            | 1 354 (2022)                      | 60                 | modifier les données · modifier les données |
| Saint-Pierre-de-Rivière     | 09273      | 09000       | Foix           | Foix                | CA L'Agglo Foix-Varilhes        | 2,35             | 676 (2022)                        | 288                | modifier les données · modifier les données |
| Saint-Quentin-la-Tour       | 09274      | 09500       | Pamiers        | Mirepoix            | CC du Pays de Mirepoix          | 9,02             | 320 (2022)                        | 35                 | modifier les données · modifier les données |
| Saint-Quirc                 | 09275      | 09700       | Pamiers        | Portes d'Ariège     | CC des Portes d'Ariège Pyrénées | 3,75             | 369 (2022)                        | 98                 | modifier les données · modifier les données |
| Saint-Victor-Rouzaud        | 09276      | 09100       | Pamiers        | Pamiers-1           | CC des Portes d'Ariège Pyrénées | 12,77            | 215 (2022)                        | 17                 | modifier les données · modifier les données |
| Saint-Ybars                 | 09277      | 09210       | Saint-Girons   | Arize-Lèze          | CC Arize Lèze                   | 24,31            | 670 (2022)                        | 28                 | modifier les données · modifier les données |
| Sainte-Croix-Volvestre      | 09257      | 09230       | Saint-Girons   | Portes du Couserans | CC Couserans-Pyrénées           | 19,66            | 652 (2022)                        | 33                 | modifier les données · modifier les données |
| Sainte-Foi                  | 09260      | 09500       | Pamiers        | Mirepoix            | CC du Pays de Mirepoix          | 2,41             | 30 (2022)                         | 12                 | modifier les données · modifier les données |
| Sainte-Suzanne              | 09342      | 09130       | Saint-Girons   | Arize-Lèze          | CC Arize Lèze                   | 10,39            | 249 (2022)                        | 24                 | modifier les données · modifier les données |
| Salsein                     | 09279      | 09800       | Saint-Girons   | Couserans Ouest     | CC Couserans-Pyrénées           | 5,73             | 46 (2022)                         | 8,0                | modifier les données · modifier les données |
| Saurat                      | 09280      | 09400       | Foix           | Sabarthès           | CC du Pays de Tarascon          | 44,29            | 697 (2022)                        | 16                 | modifier les données · modifier les données |
| Sautel                      | 09281      | 09300       | Pamiers        | Pays d'Olmes        | CC du Pays d'Olmes              | 9,13             | 127 (2022)                        | 14                 | modifier les données · modifier les données |
| Saverdun                    | 09282      | 09700       | Pamiers        | Portes d'Ariège     | CC des Portes d'Ariège Pyrénées | 61,47            | 4 808 (2022)                      | 78                 | modifier les données · modifier les données |
| Savignac-les-Ormeaux        | 09283      | 09110       | Foix           | Haute-Ariège        | CC de la Haute-Ariège           | 28,31            | 397 (2022)                        | 14                 | modifier les données · modifier les données |
| Ségura                      | 09284      | 09120       | Foix           | Val d'Ariège        | CA L'Agglo Foix-Varilhes        | 8,77             | 194 (2022)                        | 22                 | modifier les données · modifier les données |
| Seix                        | 09285      | 09140       | Saint-Girons   | Couserans Est       | CC Couserans-Pyrénées           | 86,78            | 743 (2022)                        | 8,6                | modifier les données · modifier les données |
| Sentein                     | 09290      | 09800       | Saint-Girons   | Couserans Ouest     | CC Couserans-Pyrénées           | 59,18            | 170 (2022)                        | 2,9                | modifier les données · modifier les données |
| Sentenac-d'Oust             | 09291      | 09140       | Saint-Girons   | Couserans Est       | CC Couserans-Pyrénées           | 18,38            | 105 (2022)                        | 5,7                | modifier les données · modifier les données |
| Sentenac-de-Sérou           | 09292      | 09240       | Saint-Girons   | Couserans Est       | CC Couserans-Pyrénées           | 13,53            | 47 (2022)                         | 3,5                | modifier les données · modifier les données |
| Serres-sur-Arget            | 09293      | 09000       | Foix           | Val d'Ariège        | CA L'Agglo Foix-Varilhes        | 17,73            | 772 (2022)                        | 44                 | modifier les données · modifier les données |
| Sieuras                     | 09294      | 09130       | Saint-Girons   | Arize-Lèze          | CC Arize Lèze                   | 7,63             | 94 (2022)                         | 12                 | modifier les données · modifier les données |
| Siguer                      | 09295      | 09220       | Foix           | Sabarthès           | CC de la Haute-Ariège           | 38,73            | 95 (2022)                         | 2,5                | modifier les données · modifier les données |
| Sor                         | 09297      | 09800       | Saint-Girons   | Couserans Ouest     | CC Couserans-Pyrénées           | 1,08             | 28 (2022)                         | 26                 | modifier les données · modifier les données |
| Sorgeat                     | 09298      | 09110       | Foix           | Haute-Ariège        | CC de la Haute-Ariège           | 18,92            | 90 (2022)                         | 4,8                | modifier les données · modifier les données |
| Soueix-Rogalle              | 09299      | 09140       | Saint-Girons   | Couserans Est       | CC Couserans-Pyrénées           | 13,65            | 425 (2022)                        | 31                 | modifier les données · modifier les données |
| Soula                       | 09300      | 09000       | Foix           | Pays d'Olmes        | CA L'Agglo Foix-Varilhes        | 11,16            | 171 (2022)                        | 15                 | modifier les données · modifier les données |
| Soulan                      | 09301      | 09320       | Saint-Girons   | Couserans Est       | CC Couserans-Pyrénées           | 23,76            | 391 (2022)                        | 16                 | modifier les données · modifier les données |
| Surba                       | 09303      | 09400       | Foix           | Sabarthès           | CC du Pays de Tarascon          | 2,22             | 333 (2022)                        | 150                | modifier les données · modifier les données |
| Suzan                       | 09304      | 09240       | Saint-Girons   | Couserans Est       | CC Couserans-Pyrénées           | 3,05             | 24 (2022)                         | 7,9                | modifier les données · modifier les données |
| Tabre                       | 09305      | 09600       | Pamiers        | Mirepoix            | CC du Pays d'Olmes              | 2,83             | 342 (2022)                        | 121                | modifier les données · modifier les données |
| Tarascon-sur-Ariège         | 09306      | 09400       | Foix           | Sabarthès           | CC du Pays de Tarascon          | 8,65             | 3 060 (2022)                      | 354                | modifier les données · modifier les données |
| Taurignan-Castet            | 09307      | 09160       | Saint-Girons   | Portes du Couserans | CC Couserans-Pyrénées           | 6,78             | 160 (2022)                        | 24                 | modifier les données · modifier les données |
| Taurignan-Vieux             | 09308      | 09190       | Saint-Girons   | Portes du Couserans | CC Couserans-Pyrénées           | 5,86             | 206 (2022)                        | 35                 | modifier les données · modifier les données |
| Teilhet                     | 09309      | 09500       | Pamiers        | Mirepoix            | CC du Pays de Mirepoix          | 8,96             | 162 (2022)                        | 18                 | modifier les données · modifier les données |
| Thouars-sur-Arize           | 09310      | 09350       | Saint-Girons   | Arize-Lèze          | CC Arize Lèze                   | 2,34             | 40 (2022)                         | 17                 | modifier les données · modifier les données |
| Tignac                      | 09311      | 09110       | Foix           | Haute-Ariège        | CC de la Haute-Ariège           | 3,53             | 20 (2022)                         | 5,7                | modifier les données · modifier les données |
| La Tour-du-Crieu            | 09312      | 09100       | Pamiers        | Pamiers-2           | CC des Portes d'Ariège Pyrénées | 10,28            | 3 268 (2022)                      | 318                | modifier les données · modifier les données |
| Tourtouse                   | 09313      | 09230       | Saint-Girons   | Portes du Couserans | CC Couserans-Pyrénées           | 11,87            | 165 (2022)                        | 14                 | modifier les données · modifier les données |
| Tourtrol                    | 09314      | 09500       | Pamiers        | Mirepoix            | CC du Pays de Mirepoix          | 4,97             | 247 (2022)                        | 50                 | modifier les données · modifier les données |
| Trémoulet                   | 09315      | 09700       | Pamiers        | Portes d'Ariège     | CC des Portes d'Ariège Pyrénées | 3,89             | 105 (2022)                        | 27                 | modifier les données · modifier les données |
| Troye-d'Ariège              | 09316      | 09500       | Pamiers        | Mirepoix            | CC du Pays de Mirepoix          | 8,15             | 110 (2022)                        | 13                 | modifier les données · modifier les données |
| Unac                        | 09318      | 09250       | Foix           | Haute-Ariège        | CC de la Haute-Ariège           | 2,65             | 127 (2022)                        | 48                 | modifier les données · modifier les données |
| Unzent                      | 09319      | 09100       | Pamiers        | Pamiers-1           | CC des Portes d'Ariège Pyrénées | 7,90             | 119 (2022)                        | 15                 | modifier les données · modifier les données |
| Urs                         | 09320      | 09310       | Foix           | Haute-Ariège        | CC de la Haute-Ariège           | 0,91             | 27 (2022)                         | 30                 | modifier les données · modifier les données |
| Ussat                       | 09321      | 09400       | Foix           | Haute-Ariège        | CC du Pays de Tarascon          | 4,40             | 308 (2022)                        | 70                 | modifier les données · modifier les données |
| Ustou                       | 09322      | 09140       | Saint-Girons   | Couserans Est       | CC Couserans-Pyrénées           | 98,34            | 259 (2022)                        | 2,6                | modifier les données · modifier les données |
| Val-de-Sos                  | 09334      | 09220       | Foix           | Sabarthès           | CC de la Haute-Ariège           | 53,14            | 571 (2022)                        | 11                 | modifier les données · modifier les données |
| Vals                        | 09323      | 09500       | Pamiers        | Mirepoix            | CC du Pays de Mirepoix          | 4,13             | 87 (2022)                         | 21                 | modifier les données · modifier les données |
| Varilhes                    | 09324      | 09120       | Foix           | Val d'Ariège        | CA L'Agglo Foix-Varilhes        | 11,76            | 3 491 (2022)                      | 297                | modifier les données · modifier les données |
| Vaychis                     | 09325      | 09110       | Foix           | Haute-Ariège        | CC de la Haute-Ariège           | 4,49             | 35 (2022)                         | 7,8                | modifier les données · modifier les données |
| Vèbre                       | 09326      | 09310       | Foix           | Haute-Ariège        | CC de la Haute-Ariège           | 5,19             | 115 (2022)                        | 22                 | modifier les données · modifier les données |
| Ventenac                    | 09327      | 09120       | Foix           | Val d'Ariège        | CA L'Agglo Foix-Varilhes        | 19,62            | 235 (2022)                        | 12                 | modifier les données · modifier les données |
| Verdun                      | 09328      | 09310       | Foix           | Haute-Ariège        | CC de la Haute-Ariège           | 11,71            | 208 (2022)                        | 18                 | modifier les données · modifier les données |
| Vernajoul                   | 09329      | 09000       | Foix           | Val d'Ariège        | CA L'Agglo Foix-Varilhes        | 9,08             | 710 (2022)                        | 78                 | modifier les données · modifier les données |
| Vernaux                     | 09330      | 09250       | Foix           | Haute-Ariège        | CC de la Haute-Ariège           | 6,06             | 34 (2022)                         | 5,6                | modifier les données · modifier les données |
| Le Vernet                   | 09331      | 09700       | Pamiers        | Portes d'Ariège     | CC des Portes d'Ariège Pyrénées | 5,59             | 693 (2022)                        | 124                | modifier les données · modifier les données |
| Verniolle                   | 09332      | 09340       | Foix           | Val d'Ariège        | CA L'Agglo Foix-Varilhes        | 11,26            | 2 381 (2022)                      | 211                | modifier les données · modifier les données |
| Villeneuve                  | 09335      | 09800       | Saint-Girons   | Couserans Ouest     | CC Couserans-Pyrénées           | 5,00             | 42 (2022)                         | 8,4                | modifier les données · modifier les données |
| Villeneuve-d'Olmes          | 09336      | 09300       | Pamiers        | Pays d'Olmes        | CC du Pays d'Olmes              | 5,92             | 962 (2022)                        | 163                | modifier les données · modifier les données |
| Villeneuve-du-Latou         | 09338      | 09130       | Saint-Girons   | Arize-Lèze          | CC Arize Lèze                   | 6,52             | 154 (2022)                        | 24                 | modifier les données · modifier les données |
| Villeneuve-du-Paréage       | 09339      | 09100       | Pamiers        | Portes d'Ariège     | CC des Portes d'Ariège Pyrénées | 11,47            | 752 (2022)                        | 66                 | modifier les données · modifier les données |
| Vira                        | 09340      | 09120       | Foix           | Val d'Ariège        | CA L'Agglo Foix-Varilhes        | 5,28             | 158 (2022)                        | 30                 | modifier les données · modifier les données |
| Viviès                      | 09341      | 09500       | Pamiers        | Mirepoix            | CC du Pays de Mirepoix          | 4,40             | 156 (2022)                        | 35                 | modifier les données · modifier les données |
| Ariège                      | 09         |             |                |                     |                                 | 4 890,00         | 155 339 (2022)                    | 32                 | modifier les données                        |